# استر هنزلایت
استر هنزلایت (آلمانی: Esther Henseleit; ۱۴ ژانویهٔ ۱۹۹۹) گلف‌باز زن اهل آلمان است.